# Untomia
Untomia is een geslacht van vlinders van de familie tastermotten (Gelechiidae).

## Soorten
- U. acicularis Meyrick, 1918
- U. albistrigella Chambers, 1872
- U. alticolens Walsingham, 1911
- U. formularis Meyrick, 1929
- U. latistriga Walsingham, 1911
- U. melanobathra Meyrick, 1918
- U. rotundata Walsingham, 1911
- U. untomiella Busck, 1906